# پنی (تئوری بیگ بنگ)
پنی تلر (به انگلیسی: Penny teller) شخصیتی محبوب از سریال تئوری بیگ بنگ است که توسط کیلی کوئوکو اجرا می‌شود. او بازیگر اصلی زن در طول سریال است که در ابتدای سریال با همسایه‌های روبه‌روای‌اش یعنی لئونارد هافستَدر (جانی گلکی) و شلدن کوپر (جیم پارسونز) آشنا می‌شود که دو فیزیک‌دان هستند که در دانشگاه کالیفرنیا (کَلتِک) مشغول به کار هستند. فقدان تحصیلات عالیهٔ پنی، اما در عین حال داشتن شخصیتی دوستانه و اجتماعی در طول سریال، پنی را به یکی از افراد مؤثر گروه تبدیل کرده‌است. او در طول سریال، معشوقه لئونارد است که با او رابطه رمانتیک کوتاهی دارد که از فصل سوم آغاز شده و در فصل پنجم ادامه پیدا می‌کند که در انتهای فصل هفتم منجر به نامزدی و ازدواج در آغاز فصل نهم می‌شود. پنی تنها کاراکتر اصلی است که در طول سریال نام خانوادگی او ذکر نشده‌است؛ گرچه پس از ازدواجش با لئونارد هافستَدر از او به عنوان پنی هافستَدر نام برده می‌شود.

## شخصیت و خصوصیات
پنی اصیلتا از یک شهرک کوچک در اوماها، نبراسکا با آرزوی تبدیل شدن به یک بازیگر مشهور و جهانی شدن به کالیفرنیا آمده‌است. تا فصل هفتم، او بازیگری بود که به عنوان شغل روزانه در رستوران چیزکیک فکتوری کار می‌کرد. او متولد دوم دسامبر است و در تولدش در برج فلکی (برج قوس) است.
برخلاف بقیه اعضای گروه، پنی تحصیلات دانشگاهی ندارد و همجنین درک موضوعات و اصطلاحات علمی را ندارد ولی دارای مهارت‌های اجتماعیست و از همسایه‌هایش در برخورد با مشکلات شهری_اجتماعی ماهرتر است. او از دیگر افرار گروه، زیرک‌تر و وارد بکارتر است. پنی شخصیت شلخته و بی‌برنامه ای دارد ولی برخلاف شلدن، بنظر نمی‌رسد مشکلی با آن داشته باشد. در ابتدای فصل یک گفته شد که پنی از کالج ترک تحصیل کرده و تنها شخصیت داستان است که از هاوارد که یک مهندس است تحصیلات پایین‌تری دارد. در فصل دوم، او از اینکه میزان تحصیلات پایین‌تری دارد، احساس شرم می‌کند ولی در فصل ششم، به کالج برمی‌گردد و در کلاس تاریخ شرکت می‌کند و همچنین در اواسط همان فصل، در کلاس‌های بازیگری نیز حضور می‌یابد و در ابتدای فصل هفتم، در کلاس‌های روان‌شناسی نیز شرکت می‌کند. اگرچه از قبل اعلام شده بود پنی شخصیت تنبلی دارد، در کلاسهایی که حضور می‌یابد، بسیار با فِراست عمل می‌کند. در حالی که شلدن با انکار کردن دانش خودِ پنی و همچنین لئونارد، بر اساس عادت، هوش و بینش خود را به بقیه اعضای گروه یادآور می‌کند، اکثراً به پنی توهین می‌کند. این در حالی است که خودِ شلدن چندین بار از پنی درخواست مشورت و توصیه در زمینه‌های مختلف مثل آموزش بازیگری و چگونگی رفتار در موفعیت‌های مختلف اجتماعی را کرده‌است.
لئونارد، پنی را (هنگامی که عصبانی می‌شود) به هالک تشبیه کرده. همچنین شلدن یکبار به استوارت بلوم _یکی از شخصیت‌های سریال_ هشدار داد که اگر پنی را از خواب بیدار کند، «مانند یک ولورین (گرگ‌نمای) خشمگین تکه‌پاره اش می‌کند».
یکی دیگر از داستان‌های همیشگی سریال، مهارت ماشین‌سواری اوست. او به ندرت برای معاینه فنی ماشین خود به تعمیرگاه می‌رود و چراغ چک کردن موتور خود را نادیده می‌گیرد. این موضوع در چندین قسمت از سریال مورد بحث واقع شده و همواره توسط شلدن و بِوِرلی هافستَدِر مورد انتقاد قرار می‌گیرد. در سریال ذکر شد پنی یکبار در یک پارکینگ با اتومبیل خود به یک ماشین مرسدس بنز زد و بدون هیچ نوشته‌ای از اینکه عذرخواهی کند یا اینکه شماره‌ای روی ماشین قرار دهد، آنجا را ترک کرد. هم چنین باری دیگر ذکر شده که هنگامی که اتومبیل بِرنادِت را قرض گرفته بود، تصادفاً آینه بغل آن را نابود کرد بدون اینکه به او چیزی بگوید. وقتی بالاخره در فصل هفتم، موتور اتومبیل کار دستش می‌دهد، لئونارد برایش یک ماشین جدید می‌گیرد تا با آن به آزمایش‌های هنرپیشگی برود و آرزویش را برآورده کند. در فصل هشتم، پس از آینکه پنی بالاخره شغلی وابسته به تبلیغات داروسازی با درآمد بالا پیدا می‌کند، ماشینی که لئونارد برای او خریده را می‌فروشد، پول آن را به خودِ لئونارد داده و برای خودش با درآمدی که به دست آورده، یک ماشین جدید می‌خَرد.
در یکی از قسمت‌های فصل پنجم به نام «روی دادن مجدد اسپکرمن» یا «باز رخداد اسپکرمن»، به این نکته اشاره شد که پنی در زمان کودکی خود قلدر بوده و بچه‌های هم سن و سال خود که از او ضعیف تر بوده‌اند را آزار می‌داده. اگرچه این نکته برای او خیلی معلوم نبود و خود فکر نمی‌کرد افرادی که او اذیت می‌کرده خیلی از کار وی بدشان می‌آمده ولی هنگامی که اِیمی و بِرنادِت این نکته را به او می‌فهمانند، ابراز پشیمانی می‌کند و تصمیم می‌گیرد به همکلاسی‌های قدیمی خود زنگ بزند تا از آن‌ها عذرخواهی کند و از آن‌ها دلجویی کند.
یکی دیگر از خصوصیات پنی استفاده و مصرف الکل است، مخصوصاً مصرف شراب. این ویژگی در قسمت «اکتساب خلط شعله‌ور»، هنگامی که پنی، اِیمی و بِرنادِت در حال گذراندن وقت خود در آپارتمان پنی هستند معلوم می‌شود که یک بطری کامل مشروب را تمام کرده‌اند در حالی که برنادت و ایمی تنها نیم لیوان مشروب مصرف کرده بودند و بقیه بطری را خودِ پنی نوشیده بود.

### فعل و انفعالات با شلدن
یکی از خنده دارترین صحنه‌های سریال از آغاز، صحنه‌هایی بوده که پنی و شلدن در برابر یکدیگر قرار می‌گیرند و دلیل جذاب بودن این صحنه‌ها، از یک طرف هوش و دانش علمی بالای شلدن و از طرفی دیگر توانایی‌ها و مهارت‌های اجتماعی و فرهنگ روزمره پنی است.
اگرچه این دو شخصیت گاهی باهم مشاجره می‌کنند و پنی از کمبود توانایی‌های اجتماعی شلدن اذیت می‌شود، اما باز هم با مهربانی و علاقه با شلدن رفتار می‌کند. از آنجایی که این رابطه برای لئونارد و شلدن هم رخ می‌دهد، لئونارد در اکثر مواقع کاملاً احساس پنی را درک می‌کند و حتی بعضی اوقات پنی و لئونارد جوری رفتار می‌کنند که شلدن بچهٔ آنهاست. این موضوع در فصل یازدهم طوری به اوج رسید که در قسمت «آلودگی همکاری» پنی از کتاب بچه داری بِرنادِت برای آرام کردن و یادگرفتن چگونگی رفتار با شلدن استفاده کرد. پنی همواره نسبت به شلدن از اصطلاح «عزیزم» (sweetie) استفاده کرده. خودِ شلدن در طول سریال به این موضوع اشاره کرد. پنی حتی در اوقاتی که شلدن بی‌منطقانه رفتار می‌کند نسبت به او رفتار دوستانه ای نشان می‌دهد و به او مهربانی می‌کند.
مدرک اینکه پنی همواره نسبت به شلدن مهربان بوده را می‌توان در مواردی مثل مراقبت از او هنگام مریض بودن، راه دادن او به آپارتمانش وقتی کلیدش را گم کرده، مراقبت از او وقتی کابوس یا خواب بدی می‌بیند و کمک به او وقتی ناراحت است به وضوح دید. شلدن هم کمک‌های پنی را سعی کرده تا با کارهایش جبران کند. این کارها شامل قرض دادن پول وقتی پنی به آن احتیاج داشت، بردن او به بیمارستان وقتی دستش را شکسته بود و آموزش مقدمات فیزیک به او می‌شوند.
اگرچه اخلاقیات این دو را نمی‌توان به هیچ شکل به هم تشبیه کرد، ولی هر دو برای تخصصات یکدیگر احترام قائلند. برای مثال، وقتی لئونارد نیموی، بازیگر آمریکایی سری فیلم‌های استار ترِک به رستوران چیزکیک فکتوری می‌آید، پنی از او بر روی دستمال سفره استفاده شده‌اش امضا می‌گیرد و به شلدن _که علاقهٔ شدیدی به وی دارد_ هدیه می‌دهد. در عوض شلدن، برای پنی چندین سبد محصولات بهداشتی در سایزهای مختلف هدیه می‌دهد و همچنین برخلاف میلش پنی را بغل می‌کند، کاری که در طول یازده فصل سریال تعداد دفعات رویدادش حتی به دو رقم نمی‌رسد.
وقتی حساب کاربری «جهان وارکرفت» شلدن هک می‌شود، راج، هاوارد و لئونارد به همراه خودِ شلدن برای پس‌گرفتن آن نزد هکر می‌روند پس از اینکه ناموفق می‌مانند، پنی به کمک‌شان می‌رود و با دعوای فیزیکی با هکر _که یک پسر جوان چاق بود_ حساب کاربری شلدن را پس می‌گیرند.
بعد از اینکه لئونارد و پنی از یکدیگر جدا می‌شوند، شلدن با دوگانگی شخصیت روبه‌رو می‌شود و مجبور است تا با هر دوی آن‌ها وقت گذراند در حالی که تنها می‌تواند پیش یکی از آن‌ها باشد. یکی دیگر از رفرنس‌ها و مراجعه‌های پنی و لئونارد به اینکه شلدن بچه‌شان است، در این قسمت ("کاتالیزگر اسپاگتی") است که آن‌دو می‌گفتند مانند زوجی هستند که طلاق گرفته‌اند و شلدن که بچه‌شان است نمی‌داند باید وقت خود را با کدامیک بگذراند.
پنی در قسمت «مانور درخشان» به شلدن کمک می‌کند تا رابطهٔ خود را با ایمی بهبود ببخشد.
در قسمت «تضاد شلوارک رنگی» که یکی از بهترین قسمت‌های جدال پنی_شلدن بوده‌است، پنی با گرفتن سه اخطار از شلدن، از استفاده و بهره‌گیری از وای‌فای و غذای آن‌ها محروم می‌شود. پنی هم در عوضِ کاری که شلدن با او کرد، برنامه هفتگی شستن لباس شلدن را خراب می‌کند و وقتی گروه در رستوران چیزکیک فکتوری هستند، از ارائهٔ غذا و سرویس به او ممانعت می‌کند و این باعث می‌شود خشم شلدن بالاگیرد و به همین ترتیب شلدن یکی از لباس‌های پنی را برداشته و بر روی سیم برق بیرون خانه پرتاب می‌کند. بعد از اینکه پنی متوجه کار شلدن می‌شود و دیگر نمی‌تواند اخلاق شلدن را تحمل کند، به مادر شلدن (مَری کوپر) زنگ می‌زند و کاری می‌کند شلدن به زور از او عذرخواهی کند. پس از آن حادثه و عذرخواهی شلدن از پنی، پنی هم از شلدن معذرت‌خواهی می‌کند و آن‌دو رابطهٔ خود با یکدیگر را دوباره به حالت معمولی برمی‌گردانند.
در طول سریال، شلدن چندین بار اعلام کرده که از پنی خوشش می‌آید، اگرچه ادعا می‌کند که این علاقه فقط به این دلیل بوده که لئونارد «مجبورش کرده» و دوست داشتن پنی برایش غیرقابل‌تحمل بوده اگرچه خودِ شلدن در قسمت «شتاب صمیمیت» اعلام کرد که پنی را به صورت مادرانه و خواهرانه دوست دارد.

### خصوصیات خوره بودن

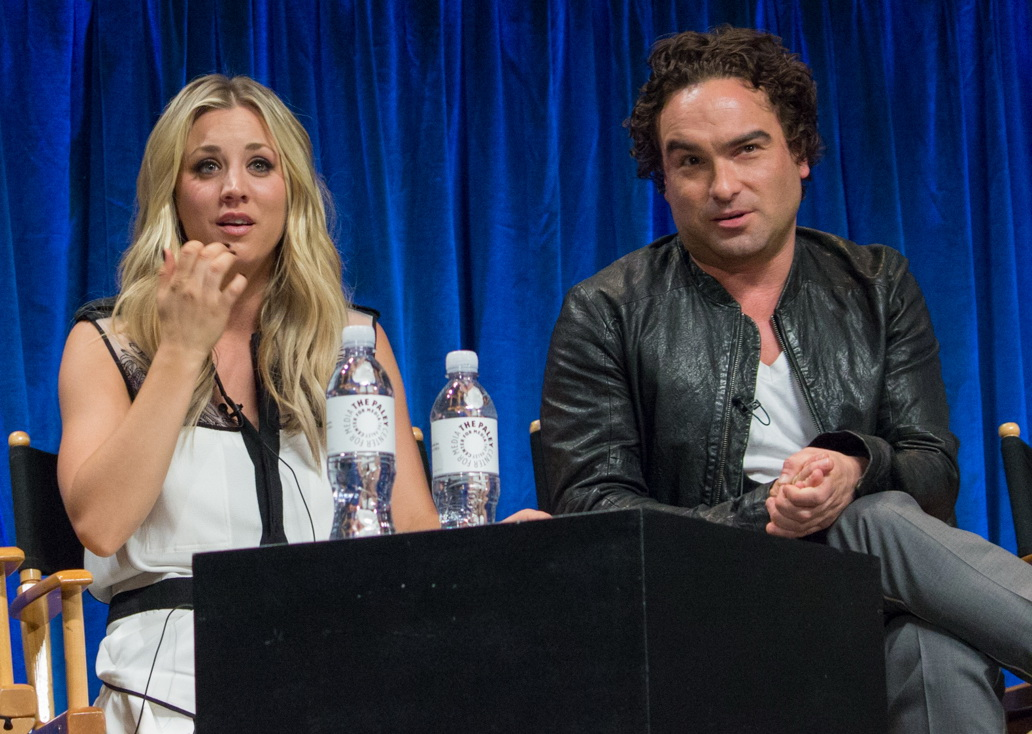
کیلی کوئوکو (پنی) و جانی گلکی (لئونارد)

بسیاری از خصوصیات خوره مانند پنی از بودن و زندگی کردن کنار چهار شخصیت دیگر اصلی داستان بوده و شامل تغییراتی می‌شود که این شخصیت‌ها بر روی وی گذاشته‌اند. این تأثیرها را می‌توان در مواقعی به وضوح دید که پنی جملات معروف مجموعه فیلم‌های جنگ ستارگان و مجموعه سریال‌های پیشتازان فضا را به کار می‌بَرَد. نمونهٔ دیگر آن، چگونگی رفتار پنی بعد از شناختن بازی اول-شخص «عصرِ کُنان» است که پنی معتاد این بازی می‌شود و دوستانش، بهداشتَش، ظاهرش و همچنین شغلش را فراموش می‌کند.
در قسمت‌های مختلف سریال مانند "پوزشِ نارَسا، "مجاورت خانمِ مُرده"، "بازگشت ویتِن" و "جانشین‌سازی ماشین عشق" پنی به جملات معروف مجموعه فیلم‌ها و سریال‌های پیشتازان فضا، ارجاع می‌کند و آنها را بازگو می‌کند.
در قسمت "اردوکشیِ بیکِرفیلد"، پنی، برنادت و ایمی چندین کتاب کمیک از مغازه کتاب فروشیِ استوارت تهیه می‌کنند و پیش از آن فکر می‌کنند هیچ علاقه‌ای به کمیک نخواهند داشت ولی پس از خواندن تنها یک کتاب کمیک به بحث و ستیز دربارهٔ شخصیت‌ها و داستان‌های آنها می‌پردازند.
تأثیرات علمی لئونارد و شلدن بر روی پنی فقط به کتابها و فیلمها محدود نمی‌شود. این موضوع را می‌توان در قسمت "روکش توپولوژی"، پنی بعد از اینکه در قسمت "فاکتور نارنگی" از قضیهٔ گربهٔ شرودینگر آگاه می‌شود، سعی می‌کند تا مفهوم آنرا به مردی که با آن در قرار است توضیح دهد. همچنین در قسمت "قابلیت ارتجاعی راستگویی"، پنی سلاست و توانایی خود را در "اوبی دوبی" با داشتن مکالمه‌ای مخفیانه با ایمی نشان می‌دهد در حالی که شلدن و لئونارد هم در حال مکالمه مخفیانه خود در زبان "کلینگان" هستند.

## مشکلات مالی
یکی از مشکلاتی که پنی همواره در طول فصل‌های سریال داشته، مشکلات مالی و پولی او بوده‌است. در قسمتی از فصل دوم به نام "نفوذپذیری مالی"، نشان داده می‌شود که پنی برای پرداخت قبض‌هایش پول کم می‌آورد و مجبود می‌شود تا از شلدن کمی پول قرض کند. شلدن هم بدون هیچ مشکلی به او پول قرض می‌دهد اما در حالی که شلدن با این موضوع مشکلی ندارد، خودِ پنی به ستوه می‌آید و این موضوع را به شلدن می‌گوید ولی برداشت شلدن از آن طور متفاوتی است و فکر می‌کند پنی بازهم نیاز به پول دارد، پس به او میزان بیشتری قرض می‌دهد. در طول این اتفاقات لئونارد این موضوع را به پنی می‌گوید که یکی از بهترین زیرشاخه‌های شخصیت شلدن این است که اهمیت نمی‌دهد فردی که از او پول قرض کرده، کِی پولش را به او پس دهد.
علاوه بر این‌ها، زیرمجموعهٔ مشکلات مالی کاراکتر پنی، سورچرانی او نیز هست. در قسمت "نفوذپذیری مالی"، وقتی پنی پولِ دادن سهمش از غذایش که در آپارتمان شلدن و لئونارد میل کرده بود را ندارد، لئونارد سهم او را می‌دهد و باعث می‌شود راج و هاوارد این کار پنی را مورد تمسخر قرار دهند و بگویند که اگر آن‌ها هم دختر بودند و ویژگی‌های ظاهری پنی را داشتند مثل او بودند و پول هیچ چیز را نمی‌دادند.
یکی از اعمال خنده دار شلدن در فصل چهارم نیز تعویض رمز وای‌فای‌شان بود که برای تحقیر پنی به کار می‌برد. در قسمت "فروگشایی هنرپیشگری"، شلدن رمز وای‌فای را به "پنی‌یه‌مفت‌خوره" تغییر داد. در "دگرگون‌سازیِ هم‌اتاقی" شلدن پسورد را به "پنی‌وای‌فای‌خودت‌روراه‌بنداز" و هم چنین در قسمت "روی دادن مجدد اسپکرمن" رمز را به "پنی‌همینجوریش‌غدامونومی‌خورده، کاری‌کنیم‌پول‌وای‌فای‌مون‌روبده!" تغییر داد.
وضعیت مالی پنی اما در ابتدای فصل هشتم تغییر می‌کند و وقتی در قسمت "تعلیق نقل و انتقال" صاحب یک شغل به عنوان نماینده فروش شرکتی که برنادت در آن کار می‌کند و یک شرکت داروسازی است، شده و در آنجا استخدام می‌شود. با درآمدی که از شغل جدیدش به دست می‌آوَرَد، برای خود یک ماشین جدید می‌خَرَد و ماشینی که لئونارد به او هدیه داده را می‌فروشد و پولش را به لئونارد برمی‌گرداند ولی او اصرار می‌کند که ماشین یک هدیه بوده و به پول آن نیازی ندارد ولی پنی هم زیر بار گرفتن پول نمی‌رود تا اینکه زوج تصمیم می‌گیرند یک حساب بانکی مشترک برای خود بگیرد و پول آن را در آن حساب قرار دهند. با گذشت زمان و ارتقای درجه پنی در شرکت داروسازی اعلام می‌شود که حالا با اختلاف از لئونارد بیشتر پول در می‌آوَرَد.
در یکی از قسمت‌های فصل نهم به نام "تسریع خرس گنده"، پنی اعلام می‌کند که از شغلش به عنوان یک نماینده فروش بَدَش می‌آید ولی آن را ترک نخواهد کرد چون درآمدی خوبی دارد و مجبور است شغلش را نگه دارد چون نه دوست دارم به پیشخدمتی در رستوران برگردد و نه دیگر دوست دارد بازیگر شود.

## خانواده
در قسمت "ظرفیت الکتریکی مادرانه"، پنی اعلام می‌کند که پدرش وایِت (کِیث کاراداین) سعی کرد او را مثل یک پسر بزرگ کند، که باعث ناراحتی و اذیت شدن پنی شد و باعثِ مشکلات پدرانه اش شد. وقتی لئونارد و پنی شروع به آغاز رابطه کردند، وایت پس از سال‌ها به دخترش افتخار می‌کند که بالاخره با یک فرد تحصیل کرده رابطه دارد. پس از اینکه رابطهٔ این‌دو به پایان رسید، پنی زیر بار گفتن این موضوع به پدر خود نرفت و این موضوع مشکلاتی را برایش به وجود آورد. در قسمت "پیچیدگی دوست‌پسر" از فصل چهارم وقتی وایت درمی‌یابد رابطهٔ پنی و لئونارد به هم خورده، بسیار از دست پنی ناراحت شده و از لئونارد التماس می‌کند تا او را برگرداند و او تنها کسی است که می‌تواند دخترش را خوشبخت کند. این موضوع بخاطر این بود که وایت هیچ‌یک از روابط قبلی پنی را قبول نمی‌کرد.
برخلاف تمامی دیگر شخصیت‌های سریال، نام خانوادگی پنی و وایت و در کل خانوادهٔ آن‌ها اعلام نشده و طرفداران هنوز نام خانوادگی آن‌ها را پس از یازده فصل نمی‌دانند. بیل پرِیدی، سازندهٔ سریال در مصاحبه ای اعلام کرد که سرانجام نام خانوادگی پنی را در سریال خواهند گفت. این در حالی است که تولیدکننده اجرایی سریال، استیو مولارو اعلام کرد نام خانوادگی او راز باقی خواهد ماند.
در یکی از قسمت‌های ابتدایی سریال، پنی به راج گفت که خواهرش برادرزنش را با تفنگ شلیک کرده. در یکی دیگر از قسمت‌ها، پنی برای خرید کتاب کمیک برای خواهرزاده ۱۳ ساله اش، پسران را تا مغازهٔ کتاب کمیک فروشی همراهی کرد. در قسمت «پارادوکس پودینگ» پنی مهمانی ناخوانده به نام «کریستی» داشت که برای چند روزی پیش پنی ماند و همچنین با هاوارد وارد رابطه شد. پنی گفت کریستی وقتی با پسرخاله‌اش نامزد بوده، با برادر پنی رابطه داشته پس به نوعی می‌شود گفت فامیل هست.
در قسمتی از فصل پنجم به نام «برون یابی بیخ ران کشیده شده» پس از اینکه پنی به سرعت آخرین قسمت از پودینگ دامپلینگ گروه را بعد از بحث سر اینکه چه کسی باید آن را بخورد برداشت و خورد. بعد از آن شلدن به صورت طعنه آمیز به پنی گفت: «عکس‌های مادرت رو دیدم. به غذا خوردن ادامه بده.» این رجوعی به چاق بودن مادر پنی بود که بسیار پنی را هنگام خوردن پودینگ ناراحت کرد. در قسمت «اکتساب خلط شعله‌ور» پنی به برنادت اعتراف کرد که مادرش هنگام حامله بودنِ او مواد مخدر مصرف می‌کرد.
پنی همچنین اعلام داشتن یک خواهر کرده بود که قاعدتاً باید مادر خواهرزاده‌اش بوده باشد که در فصل دوم به او اشاره شد.
پنی در قسمت "نمایش ورم غشا مخاطی" ذکر کرد که دارای برادری است که به تازگی با دادن قول شرف از زندان خارج شده و "به نوعی یک شیمی‌دان" است و مواد مخدر ساخته و کریستال مِث (هیدروکلید متامفتامین) می‌پَزَد.
مادر پنی، سوزان، که پنی چندین بار پشت تلفن با او در طول سریال صحبت کرده _ولی تصویری از او نمایش داده نشده_ بالاخره در قسمت اول فصل دهم سریال، «حدس ازدواجی»، نشان داده شد. نقش این کاراکتر توسط «کِیتی سِیگال» به تصویر کشیده شده‌است. مادر پنی بخاطر کاستی‌هایی که در مادری و همسری انجام داده، شرمگین است؛ چون پسرش مایکل، یک مجرم است که مواد مخدر تولید می‌کند، همسرش وایت، مشکلات نوشیدن بیش‌ازحد دارد و دخترش زنِ‌برادرش را شلیک کرده. اگرچه از از قبل ازدواج پنی با لئونارد، با او ملاقات کرده و از او خوشش آمده، از آنجایی که خانواده‌اش نسبت به خانوادهٔ لئونارد تحصیلات پایین‌تری دارند، علاقه‌ای به هم‌نشینی با پدر و مادر لئونارد ندارد.

## شغل
تا فصل هفتم سریال، شغل اصلی پنی، کار کردن به عنوان پیشخدمت در رستوران چیزکیک فکتوری بود. اگرچه در یکی از قسمت‌های فصل نخست به نام «آزمایش ملخ» پنی به عنوان متصدی بار نشان داده شد و همچنین در سال ۲۰۱۰، هنگامی که بازیگر نقش پنی، کِیلی کوئوکو، پایش شکست، پنی در دو قسمت حضور نیافت و همچنین در قسمت‌های بعدی به عنوان متعدی بار حضور یافت تا شکستگی پایش معلوم نشود.
پنی در فصل اولشغلش در چیزکیک فکتوری را به عنوان شغل دوم می‌دانست و حرفهٔ اصلی خود را بازیگری می‌دانست. در فصل دوم پنی پذیرفت که تا ۶ ماه پیشخدمت بماند و بعد از آن به یک ستارهٔ فیلم تبدیل شود و نقشه دومش در صورت شکست نقشهٔ اولش، تبدیل شدن به یک ستارهٔ تلویزیون بود. او منظما به آزمایش هنرپیشگی می‌رفت و در اکثر مواقع ناموفق بود یا نقشی که می‌خواست آن را بازی کند طور دلخواهش نبود. در قسمتی از فصل اول به نام «پوسیدگی لوبِنفِلد»، پنی در ساخت موزیکال اجاره (Rent) و در قسمت «تجزیه‌ی ترمیناتور» پنی به یکی دیگر از نقش‌هایش به عنوان «اَن فرانک» یاد کرد. در آغاز فصل پنجم، پنی به تبلیغی که در نبراسکا انجام داد اشاره می‌کند که در آن به تبلیغ کرم بواسیر می‌پردازد. در قسمت "انزوای هیولا"، پنی در نقش "بلاش دوبویس" در ساخت "ماشین خیابانی به‌نام کام"در کلاس هنرپیشگی‌اش ظاهر شد. در این قسمت، شلدن که در طول نمایش، در کنار ایمی و لئونارد از بازیگری پنی و حفظ مونولوگهای طولانی خوشش آمده، این موضوع را به پنی می‌گوید و ذکر می‌کند که اگر در حفظ سفارش‌های مردم در چیزکیک فکتوری هم همین‌طور عمل می‌کرد، موفق‌تر می‌بود. در قسمت ابتدایی فصل هفتم، نشان داده شد که پنی در یکی از صحنه‌های سریال "گوریل زنجیره‌ای" با بودجهٔ کمی هنگامی که به کالیفرنیا آمده بود، بازی کرد. پنی اینکه آن قسمت از سریال در اینترنت آپلودشده بود را نمی‌دانست تا اینکه شلدن به این موضوع اشاره کرد که شلدن، لئونارد، راج و هاوارد آن صحنه را روزی که با پنی آشنا شدند به صورت آنلاین مشاهده کردند.
در فصل هفتم در قسمت «تصویب دودلی»، وقتی پنی در سریال اِن‌سی‌آی‌اِس (NCIS) باور دارد به نقطه اوج بازیگری‌اش رسیده‌است، درمی‌یابد که صحنه‌ای که او در آن حضور یافت، حذف شده و نقش او به بازیگر دیگری رسیده‌است. پس از آن سعی می‌کند تنها به عنوان هنرپیشه کار کند و شغلش که پیشخدمتی و متصدی بار بودن در رستوران چیزکیک فکتوری بود را ترک می‌کند تا بر روی بازیگری تمرکز کند.
با وجود مسئلهٔ رجوع کردن به همسایه‌هایش برای کمک‌های فنی و کامپیوتری، پنی خودش توانایی‌های مکانیکی زیادی دارد. وقتی او در مزرعه زندگی می‌کرد توانست موتور یک تراکتور را تعمیر کند و همچنین در مسابقات سوارکاری شرکت می‌کرد.
در طول فصل هشتم، پنی از هنرپیشگی و بازیگری ناامید شده و تصمیم می‌گیرد در شرکتی که برنادت در آن کار می‌کند _که یک شرکت داروسازی است_ به عنوان نمایندهٔ فروش خدمت کند. فصل بعد هم پنی قبول می‌کند که از شغلش بخاطر صحبت و رفت‌وآمد با افراد غریبه متنفر است.

## روابط
برخلاف دیگر شخصیت‌های سریال، پنی کاراکتر بسیار دوستانه و برونگراتری دارد و در طول سریال بیشترین تعداد رابطه را دارد. شلدن در بخش ابتدایی فصل چهارم، تخمین زد که پنی از چهارده سالگی، سر ۱۹۳ قرار با مردان و پسران مختلف رفته و با ۳۱ی از آن‌ها رابطه داشته. البته این در حالی است که پنی سریعاً این تئوری را رد می‌کند و می‌گوید که به هیچ وجه اینطور نبوده.
در اولین قسمت سریال، پنی به آپارتمان جدیدش می‌آید چون با دوست‌پسر قبلی خود، کِرت رابطهٔ خود را پس از زندگی با یکدیگر برای چهار سال به هم زده بود. کِرت در طول سریال، دو بار حضور پیدا می‌کند.
از ابتدا، شیفگی لئونارد به پنی یکی از اصلی‌ترین داستان‌های سریال بوده‌است. پنی همچنین با راج رابطهٔ خوبی داشته و مخصوصاً در اوقاتی که او در مسائلی مانند صحبت با زنان مشکل دارد به او کمک می‌کند و دلداری می‌دهد.
در آخرین قسمت فصل اول، پنی با دوست‌پسر خود به هم می‌زند و در آخر با لئونارد بالاخره سر یک قرار می‌رود. در عین ناباوری آن قرار به خوبی پیش می‌رود و هر دو طرف از آن لذت می‌برند اما بعد از آن پنی نگران این می‌شود که به لئونارد دربارهٔ تحصیلات عالیه‌اش دروغ گفته و از عمل خود پشیمان می‌شود و اعتراف می‌کند که ترک تحصیل کرده‌است. وقتی شلدن دلیل دروغ گفتن پنی را از او می‌پرسد، او به میزان اختلاف دانش و میزان تحصیلات خودش و لئونارد اشاره می‌کند و دلیل خود را این‌گونه توصیف می‌کند که لئونارد از سطح تحصیلات بسیار بالاتری برخوردار است. وقتی لئونارد از این موضوع باخبر می‌شود، سعی می‌کنند با بزرگ نشان ندادن این قضیه به پنی کمک کند و او را به ادامه تحصیل تشویق می‌کند ولی خودش نمی‌داند چقدر در حال بدتر کردن اوضاع است. پنی این موضوع را توهین به میزان فهم خود می‌داند و زیر بار رفتن به کالج شهر پاسادینا نمی‌رود.
در قسمت «ظرفیت الکتریکی مادرانه»، مادر لئونارد، بِوِرلی با پنی دیدار می‌کند و از آنجایی که او در این زمینه تخصص دارد، با وی صحبت می‌کند و باعث می‌شود پنی و لئونارد دوباره وارد رابطه دوستانه شوند.
پس از آن، پنی با استوارت سر قرار می‌روند ولی بعد از آن با هم وارد هیچ رابطه‌ای نمی‌شوند اولین بار، شلدن در قرار آن‌ها دخالت می‌کند و با استوارت وارد این بحث می‌شود و راجع به اینکه وارث بتمن باید «دیک گرِیسون» یا «جِیسون تاد» باشد ستیز می‌کنند و پنی نیز از خستگی به خواب می‌رود. بار دوم هم پنی سر قرار استوارت را به اشتباه لئونارد صدا می‌زند و این باعث می‌شود رابطهٔ این دو به پایان رسد و تا آخر سریال هیچ رابطهٔ رومانتیکی با یکدیگر نداشته و فقط با هم دوست باشند.
در آخرین قسمت فصل دوم، پنی احساسات خود نسبت به لئونارد را بیان می‌کند و پس از اینکه درمی‌یابد لئونارد، هاوارد، شلدن و راج باید سه ماه را در قطب شمال بگذرانند، بسیار ناراحت و غمگین می‌شود.
در ابتدای سومین فصل تئوری بیگ‌بنگ، پس از برگشت لئونارد و بقیهٔ افراد گروه از قطب شمال، لئونارد و پنی وارد رابطه شدند. هر دو طرف از این رخداد بسیار خوشحال و راحت بودند و حتی لئونارد به پنی گفت که او را دوست دارد ولی پنی در عوض اینکه «دوست دارم» را به او بگوید، از او تشکر می‌کند. این باعث شد تا این زوج دریابند که در رابطه‌شان در یک میزان علاقه و عشق نیستند که باعث شد با یکدیگر رابطه‌شان را به هم بزنند. گرچه لئونارد و پنی پس از به اتمام رساندن رابطه‌شان با یکدیگر دوست ماندند. بعد از اینکه پنی رابطه‌اش را با زک جانسون آغاز کرد، به لئونارد اعلام کرد که او باعث شد افرادی که دانشمند نیستند به چشم او احمق بنظر برسند.
در فصل چهارم در طول یک بازی «جرات یا حقیقت» با برنادت و ایمی، پنی قبول می‌کند که هنوز به لئونارد علاقه دارد. در قسمت «جانشین‌سازی ماشین عشق»، پنی و لئونارد و بقیه اعضای گروه به سفری کاری می‌روند که آن شب تا رابطهٔ جنسی بین آن‌دو نیز می‌رود تا اینکه راج تصادفاً وارد اتاق شده و از رویداد آن جلوگیری می‌کند. در قسمت «تدوین زندگی جمعی»، پریا، خواهر راج وارد رابطه‌ای با لئونارد می‌شود و پنی به ایمی اعتراف می‌کند که با دانستن رابطهٔ لئونارد_پریا ناراحت و دل‌شکسته‌است.
در آخرین قسمت فصل چهارم، پنی به راج می‌گوید که از به هم زدن رابطه با راج ناراحت است. با این حال، اگرچه پنی و راج هردو قبول می‌کنند دوست باشند، مست شده و با هم در یک تخت بیدار می‌شوند. عکس‌العمل هاوارد، شلدن و از همه مهم‌تر لئونارد هنگام فهمیدن این موضوع بسیار دیدنی است و هردو کاراکترها یعنی راج و پنی قبول می‌کنند که این اتفاق فقط یک رویداد یک‌شبه بوده.
در قسمت «پخش ترس پرندگان» لئونارد و پنی سر یک قرار افلاطونی به عنوان دوست رفته و بعد از اینکه لئونارد قبول نمی‌کند از آنجایی که دیگر در یک رابطه نیستند، پول غذای پنی را دهد، از دست یکدیگر عصبانی شده و تلاش‌های یکدیگر را برای دوست‌یابی در بار از بین می‌برند.
در قسمت «برانگاشت بازآمیزی» لئونارد بعد از اینکه رابطه با پنی را بار دیگر در ذهن خود می‌کارَد، دوباره با وی وارد رابطه می‌شود. بعد از اینکه لئونارد از پنی می‌پرسد که در رابطه‌شان در چه مرحله‌ای قرار دارند، مشاجره‌ای بین این‌دو رخ می‌دهد. در خلال این اتفاقات برنادت و هاوارد در حال برنامه‌ریزی برای ازدواج‌شان هستند و این باعث می‌شود لئونارد فکر ازدواج به سرش بزند و از پنی درخواست ازدواج می‌کند. پنی از این حرکت لئونارد بسیار عصبانی شده و سریعاً درخواست وی را رد می‌کند.
در قسمتی از فصل ششم به نام «متغیر شب قرار»، لئونارد از پنی می‌خواهد تا ارتباط‌شان را معنی کند تا هردو بدانند از لحاظ عاطفی در چه مراحلی هستند.
در قسمت «تجزیه‌ی نوسان» پنی شک می‌کند که آیا واقعاً لئونارد را دوست دارد اما این بحث را با لئونارد به اشتراک نمی‌گذارد. در بخشی از قسمت «متغیر شب قرار» راج در قرار لئونارد و پنی دخالت کرده و آن‌ها را راهنمایی کرده و می‌گوید که رابطه‌شان در چه مرحله‌ای است. در دفاع از لئونارد، راج از پنی می‌خواهد تا به وی بگوید که دوستش دارد. پس از اصرارهای پیاپی راج، پنی این درخواست را رد کرده و راج را از آپارتمان خود بیرون می‌کند.
در "حالت ۴۳"، لئونارد به همکلاسی انگلیسی پنی حسودی می‌کند و در انتهای اپیزود، پس از دقایقی بحث، پنی بالاخره حاضر می‌شود به لئونارد بگوید که دوستش دارد. در "تعادل سالاد تخم مرغ"، پنی درمی‌یابد که الکس، دستیار شلدن به لئونارد علاقه دارد و بعد از ابراز علاقهٔ الکس به لئونارد، پنی قبول می‌کند که در این رابطهٔ دونفره، لئونارد تنها کسی نیست که گاهی احساس تزلزل و سستی می‌کند و پس از یک بحث طولانی با شلدن، لئونارد تصمیم می‌گیرد با پنی زندگی کند. در «گواه عاطفه محسوس» لئونارد دوباره از پنی در روز ولنتاین درخواست ازدواج می‌کند اما پنی اعلام می‌کند که هنوز آمادهٔ ازدواج با لئونارد نیست. لئونارد تصمیم می‌گیرد برای تابستان به یک مسافرت علمی_تفریحی رود و چند ماهی رابطهٔ خود با پنی را از راه دور دنبال کند.
پس از بازگشت لئونارد از سفر، در «تصویب دودلی»، پنی که با نوشیدن مست‌شده و دارای تردید بر این قضیه که آیا باید به بازیگری ادامه دهد یا نه است، نزد لئونارد می‌رود و از وی درخواست ازدواج می‌کند. لئونارد با دیدن حالت پنی، پاسخ قطعی نه به او می‌دهد و به او کمک می‌کند دوباره روی پای خودش بایستند. در قسمت «درجه‌بندی دوباره شغل» پنی قبول می‌کند که لئونارد با نه گفتن درست‌ترین کار را انجام داده‌است.
در قسمت یکی‌مانده‌به‌آخر از فصل هفتم، «از هم پاشیدگی گوریل»، لئونارد و پنی با یکدیگر نامزد می‌کنند و پنی بالاخره این مفهوم را درک می‌کند که چیزی که از دنیا می‌خواهد شهرت نیست، بلکه گذراندن اوقاتش به خوشی با لئونارد است.
در طول فصل هشتم، یکی از اصلی‌ترین موضوعات مورد بحث توسط افراد گروه، تاریخ ازدواج زوج بود. در آخرین قسمت فصل ۸، وقتی آن‌ها در لاس وگاس هستند پنی از لئونارد می‌خواهد تا با او در وگاس عروسی کند و لئونارد با خوشحال قبول می‌کند. اما نمی‌تواند سنگینی نگفتن حقیقت به پنی را به دوش کشد و به او اعلام می‌کند که در طول مسافرت تابستانه‌اش به اروپا بهنگام مست‌بودن، بوسه ای را با یکی از اعضای کشتی به اشتراک گذاشته و اضافه می‌کند که آن زن بود که بوسه را شروع کرد و لئونارد سریعاً آنرا به اتمام رساند. پنی که پس از شنیدن حقیقت احساساتش جریحه دار شده، از دست وی عصبانی می‌شود و اگرچه هنوز او را دوست دارم نمی‌داند که آیا عروسی را برگزار کنند یا نه. فصل هشتم با این اتفاق هیجان‌انگیز به پایان می‌رسد.
در آغاز فصل نهم، لئونارد و پنی با وجود مشکلات احساسی با یکدیگر، قبول می‌کنند ازدواج کنند و در ادامه، پنی به آپارتمان لئونارد اساس‌کشی می‌کند و این‌دو ادامهٔ سریال را در یک آپارتمان زندگی می‌کنند.
اگرچه سی‌بی‌اس حال از پنی بعنوان «پنی هافستَدر» یاد می‌کند ولی هنوز نام خانوادگی اصلی پنی در طول سریال ذکر نشده‌است.
در فصل دهم، شلدن به همراه ایمی به آپارتمان قبلی پنی اساس‌کشی می‌کند و مالکیت کامل آپارتمان اصلی را به لئونارد و پنی می‌دهند.

## توسعه
در قسمت اصلی و ارجینال سریال تئوری بیگ بنگ که توسط سی‌بی‌اس اجازهٔ پخش به آن داده نشد، شخصیت پنی کمی متفاوت بود. نام او «کِیتی» بود و دارای شخصیتی مصمم، دارای روحیات قوی و آسیب‌پذیری درونی بود.
لئونارد و شلدن مجبور بودند با «راستگویی» به او «نزدیک شوند» تا بخش حساس و نفوذپذیر اصلی او را بیرون بیاورند. نقش کِیتی توسط «آماندا وِلش» اجرا می‌شد. مسئولان سی‌بی‌اس در ابتدا سریال را بخاطر شخصیت وی نپذیرفتند و همین باعث شد شخصیت کِیتی به پنی تغییر یابد و قاعدتاً تست‌های بازیگری جدید گرفته شوند.
تام جیچا، از روزنامهٔ سان-سِنتینِلِ فلوریدای جنوبی، عملکرد کوئوکو را بخاطر نقشش در سریال تحسین کرد و گفت: «کاراکتر پنی پتانسیل تبدیل شدن به یک زن لوس را داشت ولی کوئوکو این ویژگی شخصیتش را یک موقعیت شمرد و پنی را به زنی کامل تبدیل کرد که همیشه به اندازهٔ بقیه افراد گروه باهوش نیست اما در بسیاری از طریق‌های دیگر داناتر است. او انسانی بسیار رک و صریح است که توجه مخاطب رو به راحتی جلب می‌کنه.»